# Adriano Salani Editore
La Adriano Salani Editore è una casa editrice italiana, principalmente per ragazzi. È stata fondata nel 1862 a Firenze da Adriano Salani, ed è uno degli editori italiani più antichi che sia ancora in attività.

## Storia
Nacque come stabilimento tipografico, ma poi a questo si aggiunse anche la casa editrice vera e propria. Alla morte di Adriano Salani (1904) la direzione della casa editrice passò al figlio Ettore e poi al nipote, Mario Salani. Dal 1937 in poi la casa editrice attraversò un difficile periodo di crisi, dovuta anche alla chiusura dello stabilimento tipografico.
Nel 1987 la Salani viene acquistata da Mario Spagnol, che già controllava la Longanesi.
Nello stesso anno inizia la stampa delle fortunate collane I Criceti e Gl'Istrici, dirette da Donatella Ziliotto, nelle quali comparivano grandi autori e autrici stranieri, come Roald Dahl, Astrid Lindgren, Mary Norton, Eva Ibbotson, Jacqueline Wilson, e nuovi volti italiani, come Silvana Gandolfi, Emanuela Nava, Anna Russo, Silvana De Mari e Matteo Corradini.
Nonostante le varie uscite editoriali, solo dopo la pubblicazione, in esclusiva, della traduzione italiana del libro Harry Potter e la pietra filosofale e, in seguito, di tutta la serie e molte altre edizioni, la Salani ottenne un grande successo di massa.
Nel 1999, alla morte di Mario Spagnol, la Salani fu affidata a Luigi Spagnol.
Nel 2005, a seguito di un accordo tra le famiglie Spagnol e Mauri, il gruppo editoriale, comprendente Corbaccio, Garzanti, Guanda, Longanesi, Nord, Ponte alle Grazie, Salani, TEA, Vallardi e ProLibro, assume il nome di Gruppo editoriale Mauri Spagnol.
La società Adriano Salani Editore è controllata da Messaggerie Italiane. Dal 2007 Gianluca Mazzitelli ne è l'amministratore delegato, già direttore generale della casa editrice dal 2002.